# رستگاری خونین
رستگاری خونین (به انگلیسی: Blood of Redemption) یک فیلم اکشن و جنایی آمریکایی محصول سال ۲۰۱۳ به کارگردانی جورجیو سرافینی و شاون سورگوس است. این فیلم در ۲۴ سپتامبر ۲۰۱۳ به صورت ویدئویی در قالب دی‌وی‌دی و دیسک بلوری در ایالات متحده و کانادا منتشر شد. در این فیلم دولف لاندگرن، بیلی زین، جیانی کاپالدی، وینی جونز و رابرت داوی ایفای نقش می‌کنند.

## داستان
کوین (بیلی زین) پسر یک مافیوز معروف و قدرتمند است. در طول یک شب همه چیز را از دست می‌دهد. کوین با خیانت توسط فردی از حلقه درونی خود، راه اندازی و دستگیر می‌شود. پدرش (پدرسالار امپراتوری جنایتکار) کشته می‌شود و برادرش مشکوک می‌شود که او پشت همه این اتفاقات است. هنگامی که او از زندان آزاد می‌شود، سعی می‌کند از شیاطین گذشته خود فرار کند، اما این به یک کار غیرممکن تبدیل می‌شود. کمپبل (وینی جونز) رهبر ظالم جدید «شرکت» است و او نمی‌گذارد کوین در آرامش زندگی کند؛ بنابراین به جای فرار از آنها، کوین شروع به مبارزه می‌کند. او با سرسپردگی و دوست سابق خود، سوئدی (دولف لاندگرن) به نیروهای جدید می‌پیوندد و سعی می‌کند با مبارزه رو در رو با دشمنان، موقعیت قدرتمند خود را در میان مافیوزها به دست آورد.